# Tvrđava Srebrenik
Srebrenik je tvrđava u Bosni i Hercegovini koja se nalazi iznad istoimenog naselja, sjeverno od Tuzle, na prostoru koje je tijekom srednjeg vijeka bilo poprište stalnih sukoba Bosne i Ugarske, a od 15. stoljeća i Osmanskog carstva. 

## Zemljopisni položaj
Smješten je na sjeveroistočnim obroncima Majevice, u selu Gornjem Srebreniku koje je oko 5 km udaljeno od gradića Srebrenika. Podignut je na visokoj, strmoj, usamljenoj i skoro nepristupačnoj stijeni iznad doline rijeke Tinje. Duboki je prokop ispod najpristupačnijeg dijela grada tako da se lokalitetu može pristupiti jedino preko drvenog mosta koji preko provalije povezuje samu stijenu s ostatkom uzvisine, što je čini neosvojivom na juriš. Od suvremene ceste puta Tuzla - Županja udaljen je 5 km, kao i od ceste Tuzla - Lončari - Brčko.

## Povijest
Prvi put se spominje 15. veljače 1333. godine u ugovoru koji su pod Srebrenikom (tzv. Srebrenička povelja) sklopili ban Stjepan II. Kotromanić (1322. – 1353.) s jedne i predstavnici Dubrovačke Republike s druge strane o ustupanju Stona, Pelješca, Prevlake i još nekih posjeda Republici u zamjenu za godišnji danak od 500 perperâ. Od 1393. godine, kada ga je Ugarska prvi put osvojila, pa do 1512., kada su ga Osmanlije na više stoljeća zauzele, više puta je osvajan i opsjedan.

## Zaštita
Povjerenstvo za zaštitu nacionalnih spomenika BiH u sastavu astavu: Zeynep Ahunbay, Amra Hadžimuhamedović, Dubravko Lovrenović, Ljiljana Ševo i Tina Wik proglasilo je 2. studenoga 2004., na sjednici održanoj od 2. do 8. studenog 2004. ovo povijesno područje nacionalnim spomenikom BiH.

## Vanjske poveznice
- (boš.) Gdjezavikend.ba  Arhivirana inačica izvorne stranice od 8. kolovoza 2016. (Wayback Machine) Stari grad Srebrenik, čas historije u prirodi
- Facebook Ljepote Bosne i Hercegovine - Tvrđava Gradina - Srebrenik, 5. listopada 2010.
- (boš.) Srebrenik.net  Arhivirana inačica izvorne stranice od 21. kolovoza 2016. (Wayback Machine) Gradina – stari grad Srebrenik – tehnicki opis, 14. listopada 2011.